# Thanh Sơn, Ba Chẽ
Thanh Sơn là một xã thuộc huyện Ba Chẽ, tỉnh Quảng Ninh, Việt Nam.
Xã Thanh Sơn có diện tích 110,42 km², dân số năm 1999 là 1463 người, mật độ dân số đạt 13 người/km².